# Pimenta (Gattung)
Pimenta ist eine Pflanzengattung in der Familie der Myrtengewächse (Myrtaceae). Aus mindestens zwei Arten werden Gewürze und ätherische Öle gewonnen.

## Beschreibung

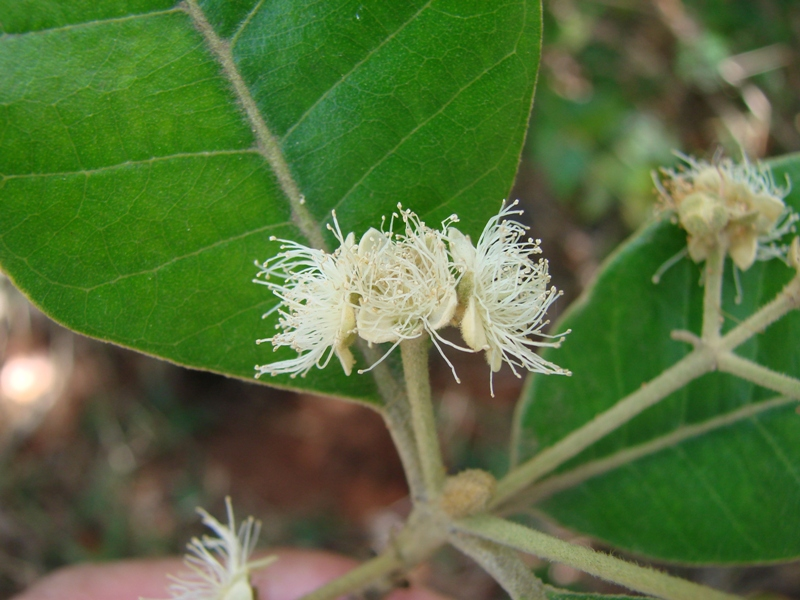
Pimenta pseudocaryophyllus

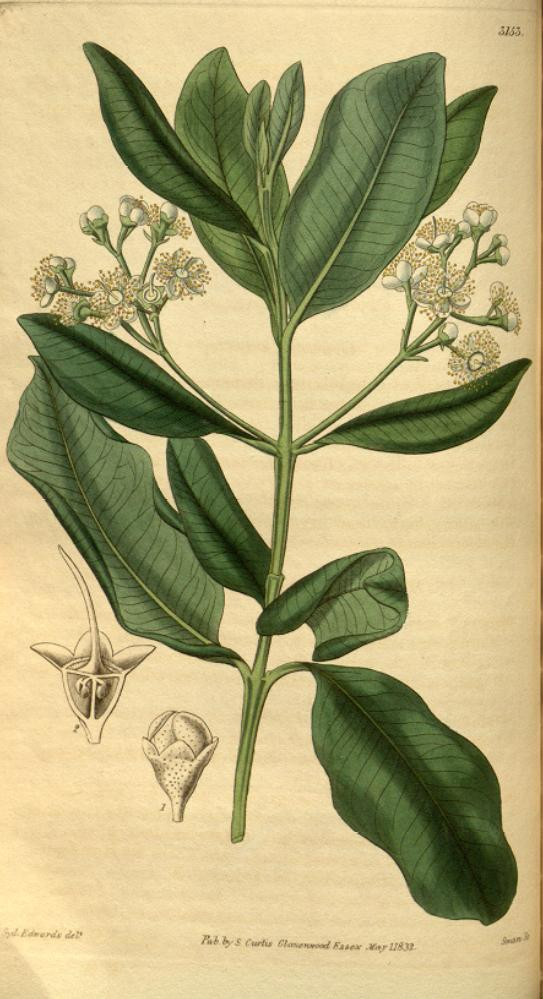
Illustration von Pimenta racemosa

### Vegetative Merkmale
Pimenta-Arten sind immergrüne Bäume. Die gegenständig an den Zweigen angeordneten Laubblätter sind meist in Blattstiel und Blattspreite gegliedert. Die ledrigen Blattspreiten sind einfach und ganzrandig.

### Generative Merkmale
In zymösen Blütenständen stehen die Blüten zusammen. Die cremefarbenen bis weißen Blüten sind radiärsymmetrisch. Es werden zweisamige beerenähnliche Steinfrüchte gebildet.

## Systematik und Verbreitung
Die Gattung Pimenta wurde durch John Lindley aufgestellt. Synonyme für Pimenta Lindl. sind: Amomis O.Berg, Cryptorhiza Urb., Evanesca Raf., Krokia Urb., Mentodendron Lundell, Myrtekmania Urb., Pimentus Raf., Pseudocaryophyllus O.Berg.
Die Verbreitungsgebiete der Arten liegen in der Neotropis. Kuba ist mit etwa sieben Arten das Zentrum der Artenvielfalt. Einige kubanische Arten sind vom Aussterben bedroht.
Die Gattung Pimenta enthält 12 bis 15 Arten:
- Pimenta adenoclada (Urb.) Burret: Die Heimat ist Kuba.[2]
- Pimenta cainitoides (Urb.) Burret: Die Heimat ist Kuba.[2]
- Piment (Pimenta dioica (L.) Merr.): Sie ist vom südlichen Mexiko bis Zentralamerika und auf karibischen Inseln verbreitet.[2]
- Pimenta ferruginea (Griseb.) Burret: Die Heimat ist Kuba.[2]
- Pimenta filipes (Urb.) Burret: Die Heimat ist Kuba.[2]
- Pimenta guatemalensis (Lundell) Lundell: Sie ist in Guatemala, Costa Rica und Panama verbreitet.[2]
- Pimenta haitiensis (Urb.) Landrum: Die Heimat ist das südliche Hispaniola.[2]
- Pimenta jamaicensis (Britton & Harris) Proctor: Die Heimat ist Jamaika.[2]
- Pimenta obscura Proctor: Die Heimat ist Jamaika.[2]
- Pimenta odiolens (Urb.) Burret: Die Heimat ist Kuba.[2]
- Pimenta oligantha (Urb.) Burret: Die Heimat ist Kuba.[2]
- Pimenta podocarpoides (Areces) Landrum: Die Heimat ist Kuba.[2]
- Pimenta pseudocaryophyllus (Gomes) Landrum: Die drei Varietäten sind in Bolivien und Brasilien verbreitet[2]:
  - Pimenta pseudocaryophyllus var. fulvescens (Mart. ex DC.) Landrum: Sie kommt in Bolivien und in Brasilien vor.[2]
  - Pimenta pseudocaryophyllus var. hoehnei (Burret) Landrum: Sie kommt im südlichen Brasilien vor.[2]
  - Pimenta pseudocaryophyllus var. pseudocaryophyllus: Sie kommt im südlichen Brasilien vor.[2]
- Pimenta racemosa (P.Mill.) J.W.Moore: Die fünf Varietäten sind von Karibischen Insel bis Venezuela verbreitet:[2]
  - Pimenta racemosa var. grisea (Kiaersk.) Fosberg: Sie kommt von der Dominikanischen Republik bis zu den Jungferninseln vor.
  - Pimenta racemosa var. hispaniolensis (Urb.) Landrum: Sie kommt auf Hispaniola vor.[2]
  - Pimenta racemosa var. ozua (Urb. & Ekman) Landrum: Es ist ein Endemit in der nördlich-zentralen Hispaniola.[2]
  - Pimenta racemosa (P.Mill.) J.W.Moore var. racemosa: Sie ist von Karibischen Insel bis Venezuela verbreitet.[2]
  - Pimenta racemosa var. terebinthina (Burret) Landrum: Es ist ein Endemit in der nordöstlichen Dominikanischen Republik.[2]
- Pimenta richardii Proctor: Die Heimat ist Jamaika.[2]